# Овсянников, Евгений Владимирович
Евгений Владимирович Овсянников (13 марта 1982, Воронеж) — российский футболист, выступавший на позиции нападающего. Сыграл 2 матча в премьер-лиге России.

## Биография
Воспитанник воронежской СДЮСШОР-14. На взрослом уровне дебютировал в составе местного «Факела» 9 сентября 2001 года в матче Кубка России против «Рубина». В премьер-лиге сыграл первый матч 22 сентября 2001 года против «Торпедо-ЗИЛ», выйдя на замену на 78-й минуте вместо Виталия Ланько. Всего в сезоне-2001 принял участие в двух матчах премьер-лиги. В следующем сезоне сыграл за основной состав «Факела» только один кубковый матч и во время летнего перерыва покинул команду.
В дальнейшем выступал во втором дивизионе за «Локомотив» (Лиски) и «Елец». В 2004 году вернулся в «Факел», который к тому времени тоже вылетел во второй дивизион, но он не смог закрепиться в команде. В конце своей профессиональной карьеры играл за белгородский «Салют», снова «Елец» и воронежское «Динамо». Вместе с динамовцами вылетел из второго дивизиона в ЛФЛ и таким образом завершил профессиональную карьеру. Затем в течение десяти лет выступал за команды Воронежа и области в соревнованиях ЛФЛ и областном чемпионате.

## Личная жизнь
Женат, супругу зовут Евгения, есть дочь.
Старший брат Александр (род. 1974) тоже был футболистом и выступал за «Факел». Также в семье есть две сестры.